# Старі Петрівці
Старі́ Петрі́вці — село у Вишгородському районі Київської області.

## Історія
Лаврентій Іванович Похилевич у "Сказанні про населені місцевості Київської губернії" (1864 рік) пише:
"між Лютіжем і Новими Петрівцями в 3-х верстах від того й іншого села. Жителів обох статей 724. До Межигірської фабрики не зараховувалися. У жителів зберігся переказ, що на місці Петровець існувало колись місто, Батиєм зруйноване. Але ознак давнього населення цієї місцевості немає, за винятком церковища, або місця, на якому колись була церква. Село оточене з усіх боків бором, за винятком східного, що примикає до Дніпровських лугів. Село колись належало до маєтків Межигірського монастиря, а нині до державних майн. У ньому засновано волосне правління, що завідує навколишніми казенними селами і селами, починаючи від Вишгорода до Борок. Дозволена до побудови цвинтарна дерев'яна церква".

## Населення

### Мова
Розподіл населення за рідною мовою за даними перепису 2001 року:
| Мова                | Кількість | %     |
| ------------------- | --------- | ----- |
| українська          | 2824      | 95.31 |
| російська           | 131       | 4.42  |
| білоруська          | 3         | 0.10  |
| румунська           | 3         | 0.10  |
| інші/не визначилися | 2         | 0.07  |
| Total               | 2963      | 100   |

## Економіка
В селі розташований завод ТОВ «Чіпси Люкс». У 1999 році компанія Mondelēz International купує фабрику «Українська мова» в Старих Петрівцях і розпочинає виробництво чіпсів. У компанії працює понад 300 співробітників. Компанія допомагає розвивати соціальну сферу — закупила ПК для бібліотеки та допомогла відремонтувати дитсадок.
Також тут розташований головний офіс компанії ТОВ "Укрінстал" (UKRINSTAL). Один з найбільших постачальників товарів для водопостачання,  опалення, водовідведення та сантехніки в Україні.

## Культура

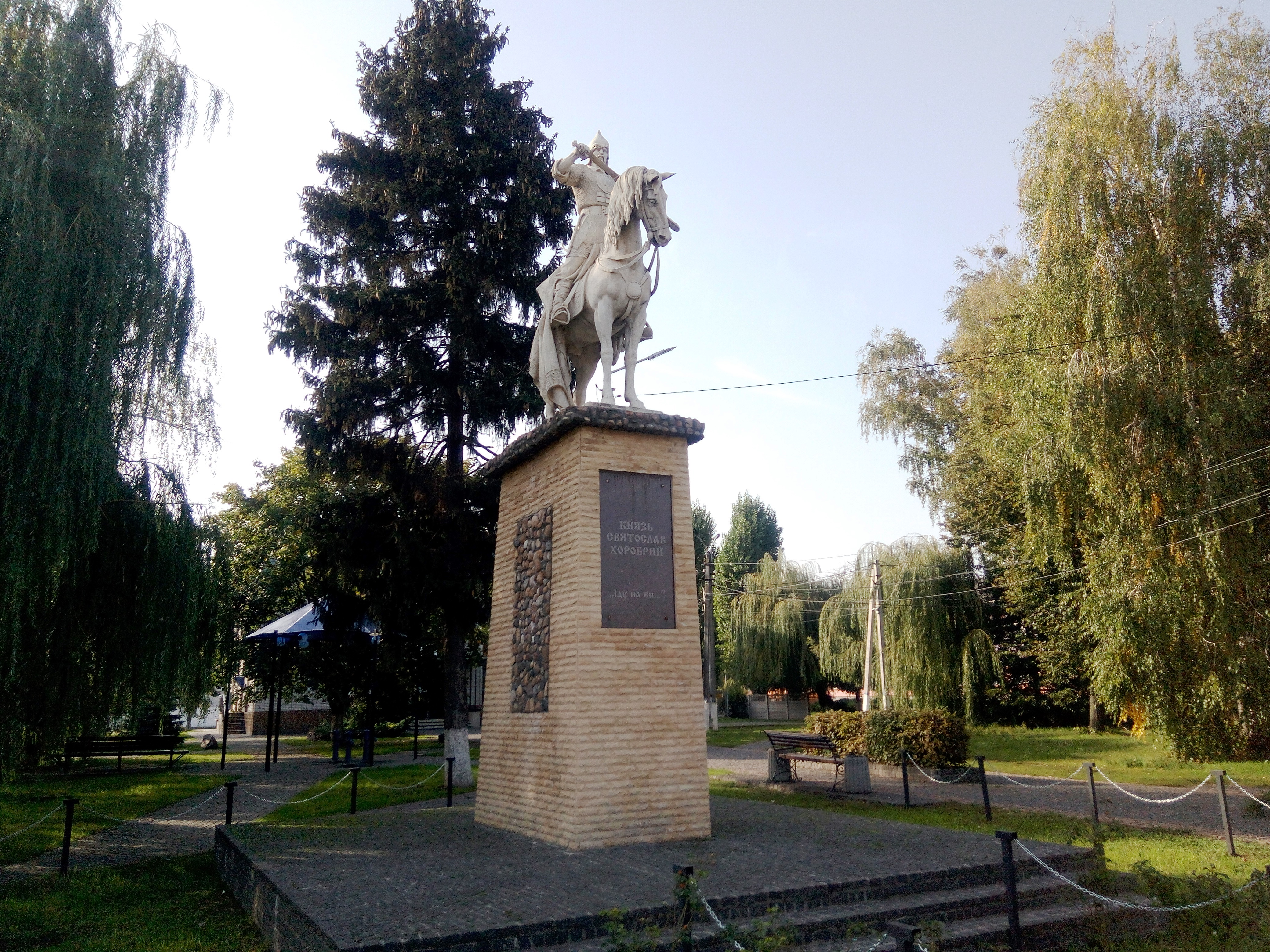
Пам'ятник князеві Святославові в Старих Петрівцях, автори: Олесь Юрійович Сидорук та Борис Юрійович Крилов

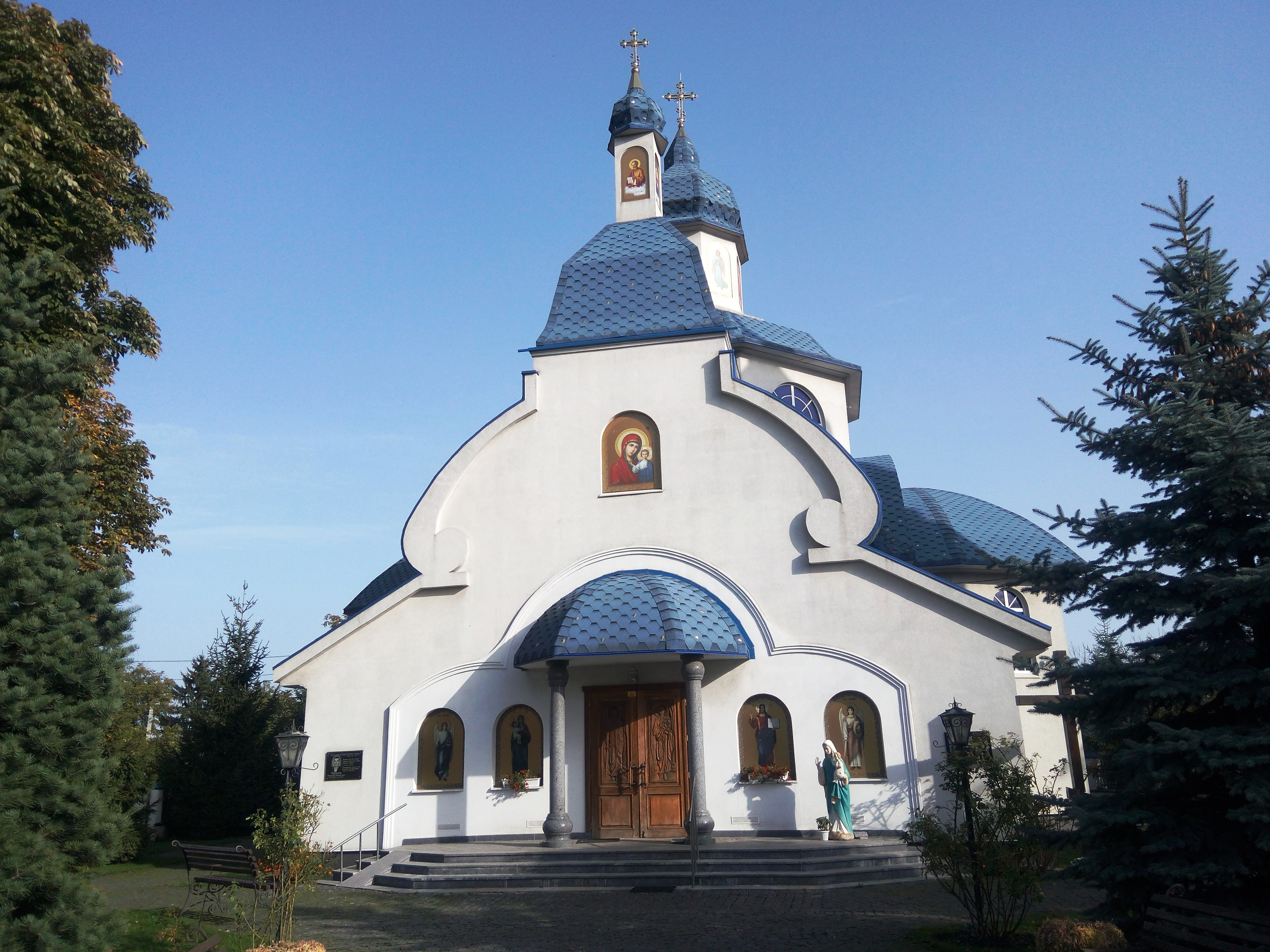
Церква в Старих Петрівцях

22 листопада 2008 року в Старих Петрівцях встановлено пам'ятник великому князеві київському Святославу Хороброму. Автори пам'ятника Олесь Юрійович Сидорук та Борис Юрійович Крилов.
Церква: Клірові відомості, метричні книги церкви Казанської ікони Божої Матері с. Старі Петрівці Старопетрівської волості Київського пов. Київської губ. зберігаються в ЦДІАК України.

## Відомі мешканці
- Василь Іванович Духота (нар. 1926) — художник, майстер декоративно-прикладного мистецтва[4].